# Namri

Mapa Asyrii i krain leżących na wschód i północ od niej (1 połowa I tys. p.n.e.). Na mapie zaznaczone zostało położenie krainy Namri (Namru) - na wschód od rzeki Tygrys, pomiędzy krainami Parsua i Bit-Hamban

Namri, też Namru i Namar – starożytna kraina leżąca w górnym biegu rzeki Dijali, na zachodnich obrzeżach gór Zagros.
Jej nazwa, w formie Namar (sum. namarki), pojawia się już w pochodzących z okresu wczesnodynastycznego (ok. 2900-2334 p.n.e.) sumeryjskich listach geograficznych odnalezionych w Ebli i Abu Salabich. W jednym z listów z Tell Shemshara z okresu starobabilońskiego (1 połowa II tys. p.n.e.) wymieniana jest ona jako kraina leżąca pomiędzy Elamem a królestwem Nikkum (Niqqu). O krainie Namar (zapisywane kurNa-mar) wspominają też teksty z okresu średniobabilońskiego (2 połowa II tys. p.n.e.), w tym inskrypcje na kudurru z czasów panowania Marduk-apla-iddiny I (1171-1159 p.n.e.) i Nabuchodonozora I (1126-1105 p.n.e.). W jednym z dokumentów mowa jest o gubernatorze (akad. šakin māti) Namar i Halman. 
Pod nazwą Namri/Namru (zapisywane kurNam-ri lub kurzálag) kraina ta pojawia się w źródłach asyryjskich z 1 połowy I tys. p.n.e., gdzie głównie występuje jako cel wypraw wojennych asyryjskich władców. Po raz pierwszy wzmiankowana jest w rocznikach Adad-nirari II (911-891 p.n.e.), który w trakcie jednej ze swych wypraw na wschód przeprawić się miał przez Mały Zab, przebyć krainy Lullumu (Lullubu), Habhu i Zamua, docierając do przełęczy krainy Namru. Inny asyryjski król, Salmanasar III (858-824 p.n.e.), w 843 r. p.n.e. pokonać miał w bitwie Marduk-mudammiqa, króla Namri, splądrować jego ziemie i deportować pojmanych tam jeńców do Asyrii. Na miejsce Marduk-mudammiqa, który uniknął pojmania uciekając w góry, Salmanasar III ustanowił królem Namri niejakiego Janzu. Ten jednak musiał wkrótce potem zbuntować się, gdyż w 834 r. p.n.e. Salmanasar III poprowadził kolejną wyprawę przeciw Namri, zdobywając, plądrując i niszcząc tamtejsze miasta. Janzu, podobnie jak jego poprzednik, ratować się musiał ucieczką w góry. W 828 r. p.n.e. następną wyprawę przeciw Namri poprowadził Dajan-Aszur, turtānu („naczelny dowódca wojsk”) Salmanasara III. W 814 r. p.n.e. Namri dołączyło do wojskowej koalicji wspierającej babilońskiego króla Marduk-balassu-iqbi w czasie starcia z asyryjskim królem Szamszi-Adadem V (823-811 p.n.e.) w bitwie pod Dur-Papsukkal. Ciągłe bunty i niepokoje w Namri zmusiły następnych władców asyryjskich do poprowadzenia kolejnych wypraw wojennych przeciw tej krainie. Zgodnie z asyryjską kroniką eponimów przeciw Namri wyprawiali się: Adad-nirari III (810-783 p.n.e.) w 797 r. p.n.e., Salmanasar IV (782-773 p.n.e.) w 774 r. p.n.e. i Aszur-nirari V (754-745 p.n.e.) w 749 i 748 r. p.n.e. Przeciw Namri i innym zbuntowanym krainom w jej pobliżu wyprawił się też w drugim roku swego panowania Tiglat-Pileser III (744-727 p.n.e.), w którego inskrypcjach Namri wymieniane jest już wśród „prowincji potężnych Medów”. Ostatnie wzmianki o krainie Namri w źródłach asyryjskich pochodzą z czasów panowania Sargona II (721-705 p.n.e.). Zgodnie z jego inskrypcjami, przebywając w 714 r. p.n.e. w krainie Parsua, miał on otrzymać trybut i przyrzeczenie lojalności od wysłanników z Namri.